# 歓送の歌
『歓送の歌』（かんそうのうた）は、1993年11月26日にキティレコードから発売された布施明の66枚目のシングル、及び1995年3月1日に日本コロムビアから発売された中西保志の8枚目のシングル。なお、それぞれ同名曲であるが、歌詞は異なっている。

## 布施明のシングル収録曲
作詞：小椋佳　編曲：萩田光男
1. 歓送の歌
  - 作曲：星勝
  - TBS系全国ネット『ザッツ!ウェディングベル』メインテーマ[3]
2. 結婚なんてしたくない
  - 作曲：小椋佳
  - TBS系全国ネット『ザッツ!ウエディングベル』挿入歌[3]
3. 歓送の歌（オリジナル・カラオケ）
4. 結婚なんてしたくない（オリジナル・カラオケ）

## 中西保志のシングル収録曲
- 全編曲：富田素弘

1. 歓送の歌
  - 作詞：小椋佳　作曲：星勝　
  - TBS系全国ネット『ウェディングベル』エンディングテーマ[4]
2. もっとあなたを感じたい
  - 作詞：並河祥太　作曲：羽田一郎
3. 歓送の歌（オリジナル・カラオケ）

## 小椋佳版について
作詞者である小椋佳の1994年6月25日発売のシングル『朝焼けのサガポー』のC/W曲として収録され、小椋の楽曲がエンディングテーマだったアニメシリーズ『銀河英雄伝説』第1・2期に引き続き、第3期のエンディングテーマとして使用される。翌1995年8月25日には、表題曲として小椋佳のシングルが発売される。
余談だが、小椋版のこの曲も『ウェディングベル』エンディングテーマとして使われた。